# Тома Магистър
Тома Магистър (на гръцки: Θωμάς Μάγιστρος) е виден византийски учен и писател от XIV век, доверен съветник на император Андроник II Палеолог.

## Биография
Роден е в Солун, втория по-големина град на Византийската империя. Според Иван Божилов е роден в 1270 година. Получава солидно образование. Живее в двора на Андроник II Палеолог, където е магистър и оратор. След свалянето от престола и замонашването на Андроник ΙΙ, Тома също се замонашва на Света гора под името Теодул и се отдава на книжовна дейност.
Основният му труд „Избор на имена и глаголи от атиците“ (Ἐκλογὴ ὀνομάτων καὶ ῥημάτων ἀττικῶν) е сбор от избрани атически думи и изрази от Фриних Араб, Амоний, Херодиан и Елий Мерид, отчасти подреден в азбучен ред, имащ за цел да подпомогнат писането на гръцки. Също така е автор на схолии върху Есхил, Софокъл, Еврипид (с биография) и три от комедиите на Аристофан. Схолиите на Пиндар, които традиционно се приписват на Тома, са всъщност на Димитрий Триклиний. Речите и писмата му се състоят от части от декламации върху обичайните софистки теми, отчасти занимаващи се със съвременни събития. Тома е автор на княжеско огледало за Андроник II, на защита на византийския военачалник Хандрин, адресирано към императора, на писмо за злодеянията на каталаните и турците в Тесалия и Македония, на поздравително писмо до Теодор Метохит и на панагирик да краля на Кипър.
Умира в 1325 година.